# Дољ
Дољ (алб. Dol) је насељено место у општини Ђаковица, на Косову и Метохији. Према попису становништва из 2011. у насељу је живело 872 становника.

## Становништво
Према попису из 2011. године, Дољ има следећи етнички састав становништва:
| Националност | 2011.        |
| Албанци      | 869 (99,65%) |
| непознато    | 3 (0,35%)    |
| Укупно       | 872          |

| Демографија | Демографија | Демографија |
| Година      | Становника  | Становника  |
| ----------- | ----------- | ----------- |
| 1948.       | 362         |             |
| 1953.       | 407         |             |
| 1961.       | 468         |             |
| 1971.       | 579         |             |
| 1981.       | 837         |             |
| 1991.       | 854         |             |
| 2011.       | 872         |             |